# Éric Despezelle
Éric Despezelle, né le 28 décembre 1974 à Tours, est un judoka français concourant dans la catégorie des moins de 60 kg.

## Carrière
Il est médaillé d'or aux Championnats d'Europe par équipes de judo en 2000. 
Individuellement, il est médaillé d'argent aux Championnats d'Europe de judo 2000. Cette année-là, il dispute les Jeux olympiques de Sydney.